# Yannis Smaragdis

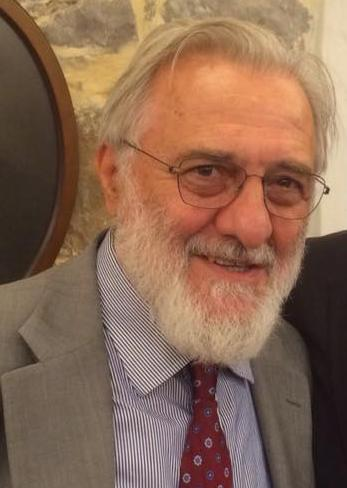

Yannis Smaragdis (en griego: Γιάννης Σμαραγδής) es un director de cine griego. 
Nació en Creta en 1946 y estudió cine en Grecia y en París, Francia. 
Apareció en 1972 con su cortometraje Dos Tres cosas ... que recibió el primer premio en el Festival de Atenas, así como una Mención Especial en el Festival de Cine de Montreal. Yannis Smaragdis ha enseñado cursos de medios de comunicación de masas en la Universidad Panteion de Atenas, así como la dirección de cine y escritura de guiones en las escuelas de cine en Grecia. Ha publicado 2 libros: Geografía Poética (1995) y Kavafis (1997) - una película sobre la vida del escritor greco-alejandrino Constantino Kavafis. Yannis Smaragdis es un miembro honorario del Gremio de directores de América.

## Filmografía parcial
- 1983 La canción del regreso, ΤΟ ΤΡΑΓΟΥΔΙ ΤΗΣ ΕΠΙΣΤΡΟΦΗΣ
- 1996 - Kavafis - Largometraje sobre la vida del poeta griego Kavafis. Premio Nacional al mejor largometraje, así como otros tres premios Nacionales. Dos premios internacionales por la partitura de Vangelis en los festivales de cine de Gante, (Bélgica) y Valencia, (España). Participación oficial en los festivales de cine de Berlín, Toronto, Londres, Jerusalén, San Francisco, y otros 50 festivales de cine internacionales. Fue estrenada en salas de cine de París hace 9 años, donde todavía es proyectada. Fue récord de taquilla en Grecia y la candidata griega a los Premios del Cine Europeo 1997.
- 1997 - Opera de las Sombras - Opera, dirigida por Yannis Smaragdis. Realizada en el Teatro de la Ópera de Atenas.
- 2007 - El Greco - Una coproducción internacional (Grecia, España, Inglaterra, Hungría, Italia) sobre la vida del pintor griego, El Greco (Domenicos Theotokopoulos). Es la coproducción más cara en la historia de la cinematografía griega. Vangelis compuso la banda sonora original. Protagonistas: actor británico Nick Ashdon, actor griego Lakis Lazopoulos, los actores españoles Juan Diego Botto y Laia Marull y otros.